# Перидот
Перидот, хризоліт — мінерал:

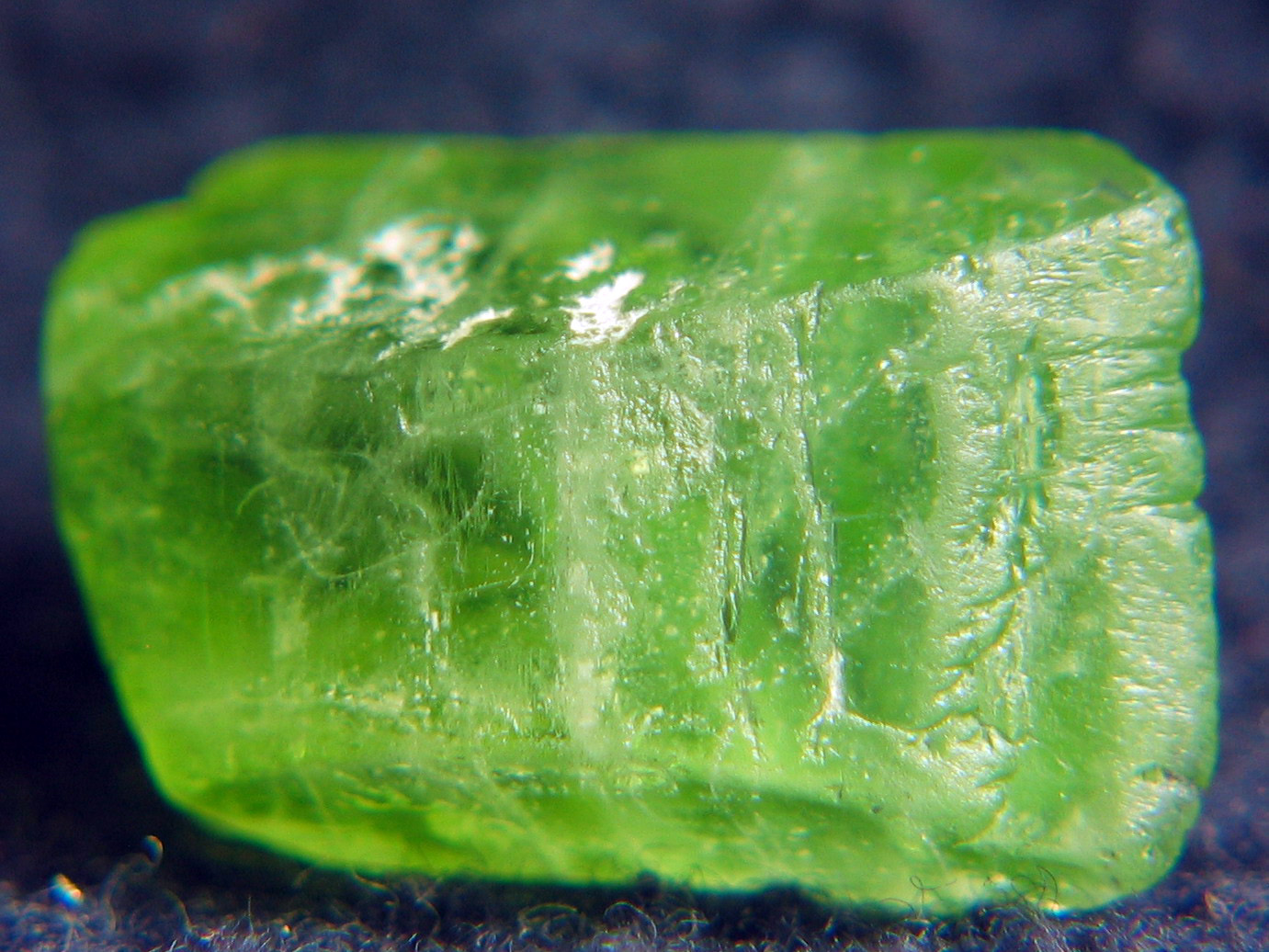
Перидот за значенням 1

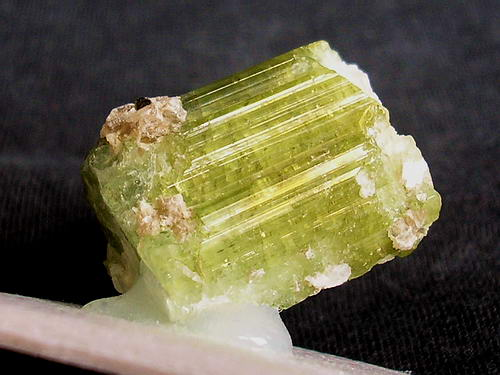
Перидот за значенням 2

- 1) Французька назва мінералу олівіну, прозорий, зеленого кольору. (R.J.Haüy, 1801).
- 2) Зелено-жовта відміна турмаліну.

## Етимологія
Серед можливих кореневих слів — латинське paederos («опаловий») і арабською 'faridat' («джем»). Спершу це була збірна назва зелених дорогоцінних каменів. Пізніше це вже не загальна мінералогічна збірна назва для дорогоцінного каміння з зеленими і золотими відтінками, особливо (з часів середньовіччя), а назва визначеного мінералу.

## Різновиди
Розрізняють:
- Перидот бланко (форстерит),
- Перидот бразильський (торговельна назва зеленого ювелірного прозорого турмаліну з родов. Бразилії),
- Перидот східний (оливково-зелена відміна сапфіру),
- Перидот цейлонський (торговельна назва жовто-зеленої відміни турмаліну з родов. о. Шрі-Ланка).